# 斤 (姓)
斤（きん）は、漢姓の一つ。

## 朝鮮の姓
斤（きん、クン、朝: 근）は、朝鮮人の姓の一つである。  

### 氏族
本貫は清州斤氏のみである。あまりに稀な姓であり、祖先はわからない。朝鮮はおろか中国でも見つからない。1930年人口調査の時初めて忠南扶余郡世道面青松里で 1世帯が発見された。斤贇燮という名前で、本貫が清州だという。先祖は約 100年前に忠南青陽郡定山から移住して来たという。
2015年の調査では清州斤氏が170人いる。これは韓国にいる斤姓の全員である。

### 人口と割合
| 年度   | 人口  | 世帯数  | 順位         | 割合 |
| ------ | ----- | ------- | ------------ | ---- |
| 1960年 | 100人 |         | 258姓中197位 |      |
| 1985年 | 450人 | 110世帯 | 274姓中182位 |      |
| 2000年 | 242人 |         |              |      |
| 2015年 | 170人 |         |              |      |